# Annar
Annar (Annarr; „drugi”) biće je iz nordijske mitologije. Prema Gylfaginningu (dio Mlađe Edde), Annar — poznat i kao Ónar ili Ónarr — bio je drugi muž Nótt („noć”), koja mu je rodila kćer Jörð („Zemlja”). Annar je također ime jednog patuljka u Völuspi.
Na početku Mlađe Edde Snorrija Sturlusona, nalazi se Odinovo rodoslovlje te je tu spomenut neki Athra, koji je također zvan Annar, premda je nejasno što to znači. U Gylfaginningu, Snorri spominje da je Nótt bila supruga Naglfarija, ali se kasnije udala za Annara. Prema jednoj teoriji, Annarovo bi ime u Gylfaginningu trebalo shvatiti u njegovom doslovnom značenju, što vodi tumačenju da je Nóttin muž bio sam vrhovni bog Odin. Nóttina je kći Jörð Odinova konkubina, što bi bilo u skladu s onim što je Snorri prije zapisao za Odina: „Zemlja je bila njegova kći i njegova žena.” U Skáldskaparmálu, Snorri naziva Jörð „kći Ónarova”.
Annarov je unuk bog Thor.